# Eupithecia junctifascia
Eupithecia junctifascia es una especie de polilla de la familia Geometridae. La especie fue descrita por primera vez por Max Bastelberger habiendo sido descrita en 1907, con distribución en Costa Rica y Colombia. El sintipo de la especie fue descrita en los alrededores de Juan Viñas. La envergadura es de unos 19,5 milímetros (0,8 plg). 